# Giải vô địch bóng đá U-23 châu Á 2018
Giải vô địch bóng đá U-23 châu Á 2018 (tiếng Anh: 2018 AFC U-23 Championship, hay còn gọi là Cúp bóng đá U-23 châu Á 2018) là giải vô địch bóng đá U-23 châu Á lần 3, với chu kỳ 2 năm 1 lần do Liên đoàn bóng đá châu Á (AFC) tổ chức, cho các đội tuyển bóng đá nam quốc gia độ tuổi dưới 23 của châu Á. Tổng cộng có 16 đội tuyển tranh tài trong giải đấu. Giải diễn ra trong thời gian ngày 9–27 tháng 1 năm 2018, và được tổ chức ở Trung Quốc.
Uzbekistan đã đánh bại Việt Nam trong trận chung kết để giành danh hiệu đầu tiên của họ. Nhật Bản là đương kim vô địch, nhưng thất bại trong việc bảo vệ chức vô địch sau khi thua Uzbekistan trong trận tứ kết.

## Lựa chọn chủ nhà
- Trung Quốc[3]

## Vòng loại
Vòng loại được tổ chức từ ngày 15 đến ngày 23 tháng 7 năm 2017. Đội chủ nhà Trung Quốc cũng tham gia vòng loại (tại các giải trẻ của châu Á, đội chủ nhà thường tham dự vòng loại).

### Các đội tuyển vượt qua vòng loại
Dưới đây 16 đội tuyển đã vượt qua vòng loại cho giải đấu chung kết.
| Đội tuyển         | Tư cách qua vòng loại | Tham dự | Thành tích tốt nhất lần trước |
| ----------------- | --------------------- | ------- | ----------------------------- |
| Trung Quốc        | Chủ nhà               | 3 lần   | Vòng bảng (2013, 2016)        |
| Oman              | Nhất bảng A           | 2 lần   | Vòng bảng (2013)              |
| Iraq              | Nhất bảng B           | 3 lần   | Vô địch (2013)                |
| Qatar             | Nhất bảng C           | 2 lần   | Hạng tư (2016)                |
| Uzbekistan        | Nhất bảng D           | 3 lần   | Vòng bảng (2013, 2016)        |
| Palestine         | Nhất bảng E           | 1 lần   | Lần đầu                       |
| Úc                | Nhất bảng F           | 3 lần   | Tứ kết (2013)                 |
| CHDCND Triều Tiên | Nhất bảng G           | 3 lần   | Tứ kết (2016)                 |
| Malaysia          | Nhất bảng H           | 1 lần   | Lần đầu                       |
| Hàn Quốc          | Nhất bảng I           | 3 lần   | Á quân (2016)                 |
| Ả Rập Xê Út       | Nhì bảng B            | 3 lần   | Á quân (2013)                 |
| Syria             | Nhì bảng C            | 3 lần   | Tứ kết (2013)                 |
| Jordan            | Nhì bảng E            | 3 lần   | Hạng ba (2013)                |
| Thái Lan          | Nhì bảng H            | 2 lần   | Vòng bảng (2016)              |
| Việt Nam          | Nhì bảng I            | 2 lần   | Vòng bảng (2016)              |
| Nhật Bản          | Nhì bảng J            | 3 lần   | Vô địch (2016)                |

Ghi chú:
1. 1 2 3 4 5 6  Do Trung Quốc (Nhất bảng J) đã có suất dự vòng chung kết với tư cách chủ nhà, sáu đội nhì bảng thành tích tốt nhất (thay vì năm đội) sẽ có suất dự vòng chung kết.

## Địa điểm
Giải đấu diễn ra tại 4 thành phố và 4 sân vận động, tất cả đều thuộc tỉnh Giang Tô.
| Thường Châu                            | Thường Châu                            | Côn Sơn                  | Côn Sơn                  |
| -------------------------------------- | -------------------------------------- | ------------------------ | ------------------------ |
| Trung tâm Thể thao Olympic Thường Châu | Trung tâm Thể thao Olympic Thường Châu | Sân vận động Côn Sơn     | Sân vận động Côn Sơn     |
| Sức chứa: 38.000                       | Sức chứa: 38.000                       | Sức chứa: 25.000         | Sức chứa: 25.000         |
|                                        |                                        |                          |                          |
| Thường ChâuCôn SơnGiang ÂmThường Thục  |                                        |                          |                          |
| Giang Âm                               | Giang Âm                               | Thường Thục              | Thường Thục              |
| Sân vận động Giang Âm                  | Sân vận động Giang Âm                  | Sân vận động Thường Thục | Sân vận động Thường Thục |
| Sức chứa: 31.000                       | Sức chứa: 31.000                       | Sức chứa: 35.000         | Sức chứa: 35.000         |
|                                        |                                        |                          |                          |

## Bốc thăm
Lễ bốc thăm của giải đấu chung kết được tổ chức vào ngày 24 tháng 10 năm 2017, lúc 16 giờ (giờ địa phương UTC+8), tại khách sạn Traders Fudu ở Thường Châu. 16 đội tuyển đã được rút thăm chia thành bốn bảng 4 đội. Các đội tuyển được phân hạt giống theo thành tích của họ trong vòng chung kết giải đấu trước và vòng loại giải đấu này, với chủ nhà Trung Quốc mặc định là hạt giống và được gán vị trí A1 trong lễ bốc thăm.
| Nhóm 1                                                  | Nhóm 2                                        | Nhóm 3                                            | Nhóm 4                                       |
| ------------------------------------------------------- | --------------------------------------------- | ------------------------------------------------- | -------------------------------------------- |
| 1. Trung Quốc (chủ nhà) 2. Nhật Bản 3. Hàn Quốc 4. Iraq | 1. Qatar 2. CHDCND Triều Tiên 3. Jordan 4. Úc | 1. Uzbekistan 2. Syria 3. Ả Rập Xê Út 4. Thái Lan | 1. Việt Nam 2. Oman 3. Malaysia 4. Palestine |

## Trọng tài trận đấu
Dưới đây là các trọng tài đã được chọn cho Giải vô địch bóng đá U-23 châu Á 2018. Bổ sung các trợ lý trọng tài đã được sử dụng trong giải đấu này.
Trọng tài
| - Chris Beath - Peter Green - Nawaf Shukralla - Phó Minh - Mã Ninh - Lưu Quách Dân | - Alireza Faghani - Ali Sabah - Mohanad Qasim Eesee Sarray - Sato Ryuji - Iida Jumpei - Adham Makhadmeh | - Kim Dong-jin - Ko Hyung-jin - Ahmed Al-Kaf - Abdulrahman Al-Jassim - Khamis Al-Marri - Fahad Al-Mirdasi | - Turki Al-Khudhayr - Muhammad Taqi - Hettikamkanamge Perera - Mohammed Abdulla Hassan Mohamed - Ravshan Irmatov - Valentin Kovalenko |

Trợ lý trọng tài
| - Matthew Cream - Ebrahim Saleh - Yaser Tulefat - Cao Yi - Huo Weiming - Mohammadreza Mansouri | - Reza Sokhandan - Akane Yagi - Sagara Toru - Ahmad Al-Roalle - Yoon Kwang-yeol - Sergei Grishchenko | - Mohd Yusri Mohamad - Abu Bakar Al-Amri - Saud Al-Maqaleh - Taleb Al-Marri - Mohammed Al-Abakry - Abdullah Al-Shalawi | - Koh Min Kiat - Palitha Hemathunga - Mohamed Al-Hammadi - Hasan Al-Mahri - Abdukhamidullo Rasulov - Jakhongir Saidov |

| Hỗ trợ trọng tài - Tōjō Minoru - Ilgiz Tantashev | Hỗ trợ lý trọng tài - Ahmad Ali - Nguyễn Trung Hậu |

## Danh sách cầu thủ
Cầu thủ sinh vào hoặc sau ngày 1 tháng 1 năm 1995 có đủ điều kiện để tham dự giải đấu cho đội tuyển của mình. Mỗi đội có thể đăng ký tối đa 23 cầu thủ (tối thiểu 3 cầu thủ trong số đó phải là thủ môn) (Mục 24.1 và 24.2 của điều lệ giải đấu).

## Vòng bảng
Hai đội đầu bảng giành quyền vào tứ kết.

Các tiêu chí
Xếp hạng các đội theo số điểm (thắng 3, hòa 1, thua 0). Nếu bằng điểm thì xét theo ưu tiên theo thứ tự:
1. Kết quả đối đầu;
2. Hiệu số bàn thắng đối đầu;
3. Số bàn thắng đối đầu;
4. Nếu có nhiều hơn hai đội bằng điểm và sau khi áp dụng các tiêu chí trên vẫn bằng nhau, các tiêu chí này sẽ được mở rộng cho toàn bộ bảng đấu;
5. Hiệu số bàn thắng tại bảng đấu;
6. Số bàn thắng tại bảng đấu;
7. Sút luân lưu nếu hai đội bằng nhau tất cả các chỉ số trên và gặp nhau tại trận cuối của bảng.;
8. Điểm chơi đẹp (thẻ vàng = 1 điểm, thẻ đỏ (hay 2 thẻ vàng) = 3 điểm, thẻ đỏ trực tiếp = 3 điểm, thẻ đỏ trực tiếp sau khi đã bị thẻ vàng = 4 điểm);
9. Bốc thăm.

Tất cả thời gian được tính địa phương, CST (UTC+8).
| Ngày đấu   | Các ngày               | Các trận đấu |
| ---------- | ---------------------- | ------------ |
| Ngày đấu 1 | 9–11 tháng 1 năm 2018  | 1 v 4, 2 v 3 |
| Ngày đấu 2 | 12–14 tháng 1 năm 2018 | 4 v 2, 3 v 1 |
| Ngày đấu 3 | 15–17 tháng 1 năm 2018 | 1 v 2, 3 v 4 |

### Bảng A
| VT | Đội            | ST | T | H | B | BT | BB | HS | Đ | Giành quyền tham dự     |
| -- | -------------- | -- | - | - | - | -- | -- | -- | - | ----------------------- |
| 1  | Qatar          | 3  | 3 | 0 | 0 | 4  | 1  | +3 | 9 | Vòng đấu loại trực tiếp |
| 2  | Uzbekistan     | 3  | 2 | 0 | 1 | 2  | 1  | +1 | 6 | Vòng đấu loại trực tiếp |
| 3  | Trung Quốc (H) | 3  | 1 | 0 | 2 | 4  | 3  | +1 | 3 |                         |
| 4  | Oman           | 3  | 0 | 0 | 3 | 0  | 5  | −5 | 0 |                         |

| Trung Quốc                                         | 3–0                                  | Oman |
| -------------------------------------------------- | ------------------------------------ | ---- |
| - Yang Liyu 30' - Li Xiaoming 34' - Wei Shihao 53' | Chi tiết trực tiếp Chi tiết thống kê |      |

| Qatar            | 1–0                                  | Uzbekistan |
| ---------------- | ------------------------------------ | ---------- |
| - Almoez Ali 55' | Chi tiết trực tiếp Chi tiết thống kê |            |

| Uzbekistan     | 1–0                                  | Trung Quốc |
| -------------- | ------------------------------------ | ---------- |
| - Alijonov 14' | Chi tiết trực tiếp Chi tiết thống kê |            |

| Oman | 0–1                                  | Qatar      |
| ---- | ------------------------------------ | ---------- |
|      | Chi tiết trực tiếp Chi tiết thống kê | - Afif 43' |

| Trung Quốc        | 1–2                                  | Qatar                 |
| ----------------- | ------------------------------------ | --------------------- |
| - Yao Junsheng 3' | Chi tiết trực tiếp Chi tiết thống kê | - Almoez Ali 44', 77' |

| Uzbekistan     | 1–0                                  | Oman |
| -------------- | ------------------------------------ | ---- |
| - Tursunov 36' | Chi tiết trực tiếp Chi tiết thống kê |      |

### Bảng B
| VT | Đội               | ST | T | H | B | BT | BB | HS | Đ | Giành quyền tham dự     |
| -- | ----------------- | -- | - | - | - | -- | -- | -- | - | ----------------------- |
| 1  | Nhật Bản          | 3  | 3 | 0 | 0 | 5  | 1  | +4 | 9 | Vòng đấu loại trực tiếp |
| 2  | Palestine         | 3  | 1 | 1 | 1 | 6  | 3  | +3 | 4 | Vòng đấu loại trực tiếp |
| 3  | CHDCND Triều Tiên | 3  | 1 | 1 | 1 | 3  | 4  | −1 | 4 |                         |
| 4  | Thái Lan          | 3  | 0 | 0 | 3 | 1  | 7  | −6 | 0 |                         |

| CHDCND Triều Tiên | 1–0                                  | Thái Lan |
| ----------------- | ------------------------------------ | -------- |
| - Ri Hun 2'       | Chi tiết trực tiếp Chi tiết thống kê |          |

| Nhật Bản      | 1–0                                  | Palestine |
| ------------- | ------------------------------------ | --------- |
| - Itakura 20' | Chi tiết trực tiếp Chi tiết thống kê |           |

| Palestine     | 1–1                                  | CHDCND Triều Tiên  |
| ------------- | ------------------------------------ | ------------------ |
| - Dabbagh 16' | Chi tiết trực tiếp Chi tiết thống kê | - Basim 74' (l.n.) |

| Thái Lan | 0–1                                  | Nhật Bản      |
| -------- | ------------------------------------ | ------------- |
|          | Chi tiết trực tiếp Chi tiết thống kê | - Itakura 90' |

| Nhật Bản                                             | 3–1                                  | CHDCND Triều Tiên |
| ---------------------------------------------------- | ------------------------------------ | ----------------- |
| - Yanagi 32' - Miyoshi 43' - Kang Ju-hyok 73' (l.n.) | Chi tiết trực tiếp Chi tiết thống kê | - Kim Yu-song 52' |

| Thái Lan      | 1–5                                  | Palestine                                                           |
| ------------- | ------------------------------------ | ------------------------------------------------------------------- |
| - Chenrop 44' | Chi tiết trực tiếp Chi tiết thống kê | - Fannoun 15' - Dabbagh 26' - Yousef 30' - Darwish 32' - Qumbor 88' |

### Bảng C
| VT | Đội         | ST | T | H | B | BT | BB | HS | Đ | Giành quyền tham dự     |
| -- | ----------- | -- | - | - | - | -- | -- | -- | - | ----------------------- |
| 1  | Iraq        | 3  | 2 | 1 | 0 | 5  | 1  | +4 | 7 | Vòng đấu loại trực tiếp |
| 2  | Malaysia    | 3  | 1 | 1 | 1 | 3  | 5  | −2 | 4 | Vòng đấu loại trực tiếp |
| 3  | Jordan      | 3  | 0 | 2 | 1 | 3  | 4  | −1 | 2 |                         |
| 4  | Ả Rập Xê Út | 3  | 0 | 2 | 1 | 2  | 3  | −1 | 2 |                         |

| Iraq                                                | 4–1                                  | Malaysia     |
| --------------------------------------------------- | ------------------------------------ | ------------ |
| - Jaffal 5' - Attwan 28' - Mhawi 56' - Al-Saedi 81' | Chi tiết trực tiếp Chi tiết thống kê | - Safawi 79' |

| Jordan            | 2–2                                  | Ả Rập Xê Út                            |
| ----------------- | ------------------------------------ | -------------------------------------- |
| - Faisal 12', 78' | Chi tiết trực tiếp Chi tiết thống kê | - Al-Amri 85' - Al-Anaze 90+4' (ph.đ.) |

| Malaysia             | 1–1                                  | Jordan         |
| -------------------- | ------------------------------------ | -------------- |
| - Safawi 43' (ph.đ.) | Chi tiết trực tiếp Chi tiết thống kê | - Al-Barri 16' |

| Ả Rập Xê Út | 0–0                                  | Iraq |
| ----------- | ------------------------------------ | ---- |
|             | Chi tiết trực tiếp Chi tiết thống kê |      |

| Iraq        | 1–0                                  | Jordan |
| ----------- | ------------------------------------ | ------ |
| - Resan 49' | Chi tiết trực tiếp Chi tiết thống kê |        |

| Ả Rập Xê Út | 0–1                                  | Malaysia     |
| ----------- | ------------------------------------ | ------------ |
|             | Chi tiết trực tiếp Chi tiết thống kê | - Danial 28' |

### Bảng D
| VT | Đội      | ST | T | H | B | BT | BB | HS | Đ | Giành quyền tham dự     |
| -- | -------- | -- | - | - | - | -- | -- | -- | - | ----------------------- |
| 1  | Hàn Quốc | 3  | 2 | 1 | 0 | 5  | 3  | +2 | 7 | Vòng đấu loại trực tiếp |
| 2  | Việt Nam | 3  | 1 | 1 | 1 | 2  | 2  | 0  | 4 | Vòng đấu loại trực tiếp |
| 3  | Úc       | 3  | 1 | 0 | 2 | 5  | 5  | 0  | 3 |                         |
| 4  | Syria    | 3  | 0 | 2 | 1 | 1  | 3  | −2 | 2 |                         |

| Úc                              | 3–1                                  | Syria             |
| ------------------------------- | ------------------------------------ | ----------------- |
| - Blackwood 8', 77' - Kamau 43' | Chi tiết trực tiếp Chi tiết thống kê | - Deng 53' (l.n.) |

| Hàn Quốc                               | 2–1                                  | Việt Nam               |
| -------------------------------------- | ------------------------------------ | ---------------------- |
| - Cho Young-wook 29' - Lee Keun-ho 73' | Chi tiết trực tiếp Chi tiết thống kê | - Nguyễn Quang Hải 17' |

| Việt Nam               | 1–0                                  | Úc |
| ---------------------- | ------------------------------------ | -- |
| - Nguyễn Quang Hải 72' | Chi tiết trực tiếp Chi tiết thống kê |    |

| Syria | 0–0                                  | Hàn Quốc |
| ----- | ------------------------------------ | -------- |
|       | Chi tiết trực tiếp Chi tiết thống kê |          |

| Hàn Quốc                                   | 3–2                                  | Úc                           |
| ------------------------------------------ | ------------------------------------ | ---------------------------- |
| - Lee Keun-ho 18', 65' - Han Seung-gyu 44' | Chi tiết trực tiếp Chi tiết thống kê | - Cowburn 72' - Buhagiar 76' |

| Syria | 0–0                                  | Việt Nam |
| ----- | ------------------------------------ | -------- |
|       | Chi tiết trực tiếp Chi tiết thống kê |          |

## Vòng đấu loại trực tiếp
Trong vòng đấu loại trực tiếp, hiệp phụ và loại sút đá luân lưu được sử dụng để phân định thắng thua nếu cần thiết (Quy định tại điều 12.1 và 12.2)

### Sơ đồ
|  | Tứ kết                   | Tứ kết               |                          |       | Bán kết       | Bán kết       |  |  | Chung kết | Chung kết |
|  |                          |                      |                          |       |               |               |  |  |           |           |
|  | 19 tháng 1 – Thường Châu |                      |                          |       |               |               |  |  |           |           |
|  |                          |                      |                          |       |               |               |  |  |           |           |
|  | Qatar                    | 3                    |                          |       |               |               |  |  |           |           |
|  | Qatar                    | 3                    | 23 tháng 1 – Thường Châu |       |               |               |  |  |           |           |
|  | Palestine                | 2                    |                          |       |               |               |  |  |           |           |
|  | Palestine                | 2                    | Qatar                    | 2 (3) |               |               |  |  |           |           |
|  | 20 tháng 1 – Thường Thục |                      | Qatar                    | 2 (3) |               |               |  |  |           |           |
|  |                          | Việt Nam (p)         | 2 (4)                    |       |               |               |  |  |           |           |
|  | Iraq                     | Việt Nam (p)         | 2 (4)                    | 3 (3) |               |               |  |  |           |           |
|  | Iraq                     |                      | 27 tháng 1 – Thường Châu | 3 (3) |               |               |  |  |           |           |
|  | Việt Nam (p)             | 3 (5)                |                          |       |               |               |  |  |           |           |
|  | Việt Nam (p)             | 3 (5)                | Việt Nam                 | 1     |               |               |  |  |           |           |
|  | 19 tháng 1 – Giang Âm    |                      | Việt Nam                 | 1     |               |               |  |  |           |           |
|  |                          | Uzbekistan (s.h.p.)  | 2                        |       |               |               |  |  |           |           |
|  | Nhật Bản                 | Uzbekistan (s.h.p.)  | 2                        | 0     |               |               |  |  |           |           |
|  | Nhật Bản                 | 23 tháng 1 – Côn Sơn |                          | 0     |               |               |  |  |           |           |
|  | Uzbekistan               | 4                    |                          |       |               |               |  |  |           |           |
|  | Uzbekistan               | 4                    | Uzbekistan (s.h.p.)      | 4     |               |               |  |  |           |           |
|  | 20 tháng 1 – Côn Sơn     |                      | Uzbekistan (s.h.p.)      | 4     |               |               |  |  |           |           |
|  |                          | Hàn Quốc             | 1                        |       | Tranh hạng ba | Tranh hạng ba |  |  |           |           |
|  | Hàn Quốc                 | Hàn Quốc             | 1                        | 2     | Tranh hạng ba | Tranh hạng ba |  |  |           |           |
|  | Hàn Quốc                 |                      | 26 tháng 1 – Côn Sơn     | 2     |               |               |  |  |           |           |
|  | Malaysia                 | 1                    |                          |       |               |               |  |  |           |           |
|  | Malaysia                 | 1                    | Qatar                    | 1     |               |               |  |  |           |           |
|  |                          |                      |                          |       |               |               |  |  |           |           |
|  | Hàn Quốc                 | 0                    |                          |       |               |               |  |  |           |           |
|  | Hàn Quốc                 | 0                    |                          |       |               |               |  |  |           |           |

### Tứ kết
| Nhật Bản | 0–4                                  | Uzbekistan                                           |
| -------- | ------------------------------------ | ---------------------------------------------------- |
|          | Chi tiết trực tiếp Chi tiết thống kê | - Sidikov 31' - Khamdamov 34' - Yakhshiboev 39', 47' |

| Qatar                                  | 3–2                                  | Palestine                   |
| -------------------------------------- | ------------------------------------ | --------------------------- |
| - Almoez Ali 32', 34' - Hashim Ali 53' | Chi tiết trực tiếp Chi tiết thống kê | - Dabbagh 60' - Darwish 87' |

| Hàn Quốc                             | 2–1                                  | Malaysia         |
| ------------------------------------ | ------------------------------------ | ---------------- |
| - Cho Jae-wan 1' - Han Seung-gyu 85' | Chi tiết trực tiếp Chi tiết thống kê | - Thanabalan 67' |

| Iraq                                    | 3–3 (s.h.p.)                         | Việt Nam                                                         |
| --------------------------------------- | ------------------------------------ | ---------------------------------------------------------------- |
| - Hussein 29' (ph.đ.), 94' - Mhawi 116' | Chi tiết trực tiếp Chi tiết thống kê | - Nguyễn Công Phượng 12' - Phan Văn Đức 108' - Hà Đức Chinh 112' |
| Loạt sút luân lưu                       |                                      |                                                                  |
| - Resan - Hussein - Mhawi - Attwan      | 3–5                                  | - Văn Thanh - Quang Hải - Xuân Trường - Đức Chinh - Tiến Dũng    |

### Bán kết
| Qatar                                                | 2–2 (s.h.p.)                         | Việt Nam                                                                            |
| ---------------------------------------------------- | ------------------------------------ | ----------------------------------------------------------------------------------- |
| - Afif 39' (ph.đ.) - Almoez Ali 87'                  | Chi tiết trực tiếp Chi tiết thống kê | - Nguyễn Quang Hải 69', 88'                                                         |
| Loạt sút luân lưu                                    |                                      |                                                                                     |
| - Afif - Moein - Al-Shammeri - Almoez Ali - Al-Brake | 3–4                                  | - Nguyễn Quang Hải - Lương Xuân Trường - Hà Đức Chinh - Phan Văn Đức - Vũ Văn Thanh |

| Uzbekistan                                                      | 4–1 (s.h.p.)                         | Hàn Quốc                               |
| --------------------------------------------------------------- | ------------------------------------ | -------------------------------------- |
| - Urinboev 33' - Ganiev 99' - Yakhshiboev 110' - Komilov 120+1' | Chi tiết trực tiếp Chi tiết thống kê | - Hwang Hyun-soo 58' · Jang Yun-ho 74' |

### Tranh hạng ba
| Qatar      | 1–0                                  | Hàn Quốc |
| ---------- | ------------------------------------ | -------- |
| - Afif 39' | Chi tiết trực tiếp Chi tiết thống kê |          |

### Chung kết
Đây là lần đầu tiên U-23 Việt Nam và U-23 Uzbekistan gặp nhau trong trận chung kết. Đối với Việt Nam, đây là lần đầu tiên họ tham dự một trận chung kết  AFC ở mọi cấp độ đội tuyển.
| Việt Nam               | 1–2 (s.h.p.)                         | Uzbekistan                     |
| ---------------------- | ------------------------------------ | ------------------------------ |
| - Nguyễn Quang Hải 41' | Chi tiết trực tiếp Chi tiết thống kê | - Ashurmatov 8' - Sidorov 120' |

## Vô địch
| Giải vô địch bóng đá U-23 châu Á 2018 |
| ------------------------------------- |
| Uzbekistan Lần thứ 1                  |

## Giải thưởng
Dưới đây là các giải thưởng đã được trao tại kết thúc giải đấu:
| Vua phá lưới | Cầu thủ xuất sắc nhất | Đội đoạt giải phong cách |
| ------------ | --------------------- | ------------------------ |
| Almoez Ali   | Odiljon Hamrobekov    | Việt Nam                 |

## Thống kê

### Cầu thủ ghi bàn
6 bàn
- Almoez Ali

5 bàn
- Nguyễn Quang Hải

3 bàn
- Oday Dabbagh
- Akram Afif
- Lee Keun-ho
- Jasurbek Yakhshiboev

2 bàn
- George Blackwood
- Ayman Hussein
- Alaa Ali Mhawi
- Itakura Ko
- Baha' Faisal
- Safawi Rasid
- Mohamed Darwish
- Han Seung-gyu

1 bàn
- Trent Buhagiar
- Nick Cowburn
- Bruce Kamau
- Li Xiaoming
- Wei Shihao
- Yang Liyu
- Yao Junsheng
- Hussein Ali Al-Saedi
- Amjad Attwan
- Mohammed Jaffal
- Bashar Resan
- Miyoshi Koji
- Yanagi Takahiro
- Ward Al-Barri
- Danial Amier Norhisham
- Thanabalan Nadarajah
- Kim Yu-song
- Ri Hun
- Mohanad Fannoun
- Shehab Qumbor
- Mahmoud Yousef
- Hashim Ali
- Abdulelah Al-Amri
- Rakan Al-Anaze
- Cho Jae-wan
- Cho Young-wook
- Hwang Hyun-soo
- Chenrop Samphaodi
- Khojiakbar Alijonov
- Rustam Ashurmatov
- Azizjon Ganiev
- Dostonbek Khamdamov
- Akramjon Komilov
- Javokhir Sidikov
- Andrey Sidorov
- Dostonbek Tursunov
- Zabikhillo Urinboev
- Hà Đức Chinh
- Nguyễn Công Phượng
- Phan Văn Đức

1 bàn phản lưới nhà
- Thomas Deng (trong trận gặp Syria)
- Kang Ju-hyok (trong trận gặp Nhật Bản)
- Mohamad Basim (trong trận gặp Bắc Triều Tiên)

### Bảng xếp hạng đội tuyển giải đấu
Theo quy ước thống kê trong bóng đá, các trận đấu được quyết định trong hiệp phụ được tính là trận thắng và trận thua, trong khi các trận đấu được quyết định theo loạt sút luân lưu được tính là trận hòa.
| VT | Đội               | ST | T | H | B | BT | BB | HS | Đ  | Kết quả chung cuộc  |
| -- | ----------------- | -- | - | - | - | -- | -- | -- | -- | ------------------- |
| 1  | Uzbekistan        | 6  | 5 | 0 | 1 | 12 | 3  | +9 | 15 | Vô địch             |
| 2  | Việt Nam          | 6  | 1 | 3 | 2 | 8  | 9  | −1 | 6  | Á quân              |
| 3  | Qatar             | 6  | 5 | 1 | 0 | 10 | 5  | +5 | 16 | Hạng ba             |
| 4  | Hàn Quốc          | 6  | 3 | 1 | 2 | 8  | 9  | −1 | 10 | Hạng tư             |
|    |                   |    |   |   |   |    |    |    |    |                     |
| 5  | Nhật Bản          | 4  | 3 | 0 | 1 | 5  | 5  | 0  | 9  | Bị loại ở tứ kết    |
| 6  | Iraq              | 4  | 2 | 2 | 0 | 8  | 4  | +4 | 8  | Bị loại ở tứ kết    |
| 7  | Palestine         | 4  | 1 | 1 | 2 | 8  | 6  | +2 | 4  | Bị loại ở tứ kết    |
| 8  | Malaysia          | 4  | 1 | 1 | 2 | 4  | 7  | −3 | 4  | Bị loại ở tứ kết    |
|    |                   |    |   |   |   |    |    |    |    |                     |
| 9  | CHDCND Triều Tiên | 3  | 1 | 1 | 1 | 3  | 4  | −1 | 4  | Bị loại ở vòng bảng |
| 10 | Trung Quốc (H)    | 3  | 1 | 0 | 2 | 4  | 3  | +1 | 3  | Bị loại ở vòng bảng |
| 11 | Úc                | 3  | 1 | 0 | 2 | 5  | 5  | 0  | 3  | Bị loại ở vòng bảng |
| 12 | Jordan            | 3  | 0 | 2 | 1 | 3  | 4  | −1 | 2  | Bị loại ở vòng bảng |
| 13 | Ả Rập Xê Út       | 3  | 0 | 2 | 1 | 2  | 3  | −1 | 2  | Bị loại ở vòng bảng |
| 14 | Syria             | 3  | 0 | 2 | 1 | 1  | 3  | −2 | 2  | Bị loại ở vòng bảng |
| 15 | Oman              | 3  | 0 | 0 | 3 | 0  | 5  | −5 | 0  | Bị loại ở vòng bảng |
| 16 | Thái Lan          | 3  | 0 | 0 | 3 | 1  | 7  | −6 | 0  | Bị loại ở vòng bảng |

## Quyền phát sóng
- Liên đoàn Ả Rập: beIN Sports (MENA), Alkaas Sports Channels
- Úc: Fox Sports Australia[14]
- Trung Quốc: CCTV,[15][16] PPTV,[17] Guangdong Sports[18]
- Đông Nam Á: Fox Sports Asia[19]
- Hàn Quốc: JTBC3 Fox Sports[20]
- Việt Nam: VTV[21]